# 一畑電車8000系電車
一畑電車8000系電車（いちばたでんしゃ8000けいでんしゃ）は、一畑電車が2025年（令和7年）より導入している、両運転台構造の直流形電車。
2025年（令和7年）3月11日より営業運転を開始した。

## 概要
JR四国7000系電車をベースとした7000系の後継として開発された車両である。
車体は7000系をベースに洗練させ、電機品は最新鋭のものを導入した。
2024 - 2025年度に1両、2026年度に2両を導入する予定である。

## 歴史
2024年12月03日にて新造車両の導入の詳細にて公表された。

### 年表
- 2025年（令和7年）
  - 3月9日 - 松江しんじ湖温泉駅にて出発式を実施[4]
  - 3月11日 - 営業運転を開始[4][5]。

## 車両概説

### 車体
車体長は20.8 mである。ステンレス車体を採用しているが、車両前面部は鋼製である。車体には上部と下部ともにオレンジのラインが入る。

### 車内
車内は基本的にロングシートを片側に配置し、もう片側にはデュアルシートを採用している。5か国語に対応した次駅停車駅案内表示器を車両中央部に搭載している。運転席に貫通路を設けており同形式や7000系との連結が可能である。車内3か所に防犯カメラを設置する。定員はロングシート時123名・デュアルシート時は120名である。客室はデハ二50形をイメージし、壁面と床が木目調になっている。

### 機器
JR四国7000系、当社7000系と同じく、インバータ制御（可変電圧可変周波数制御）を採用する。交流モータの主電動機を2機を駆動させる0.5M車で、パンタグラフは2基搭載する。運転席にバックミラーはなく、側面カメラによるバックモニター式を採用している。

## 運用
基本的には単行運転となる予定であるが、7000系や同系列同士での併結運用も見込まれる。